# マーシャ・ボール

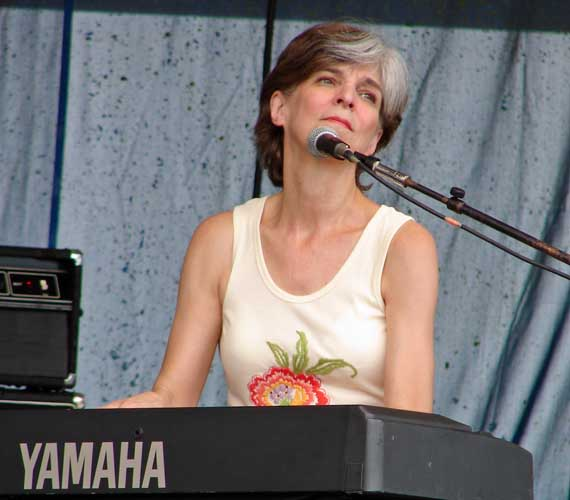
マーシャ・ボール (2006年)

マーシャ・ボール（Marcia Ball、1949年3月20日 - ）は、アメリカ合衆国のシンガー、ピアニスト。テキサス州オースティンを拠点とするが、ニューオーリンズR&Bを基調としたサウンドが特徴。

## 来歴
ルイジアナ州との州境のテキサス州オレンジに生まれたマーシャは、幼少期をルイジアナ州側隣町、ヴィントンで過ごした。5歳のとき、ピアノを弾き始め、叔母と祖母から習うなどして上達していった。影響を受けたアーティストとして、マーシャはアーマ・トーマス、プロフェッサー・ロングヘア、エタ・ジェイムズなどを挙げている。
大学はルイジアナ州立大学に通い、卒業後にオースティンに住むようになった。フリーダ・アンド・ザ・ファイアドッグスというカントリー・バンドで活動した後、1978年にキャピトル・レコードからカントリー色を押し出したデビュー・アルバム『Circuit Queen』をリリースする。しかしこの作品は成功を収めることはできず、キャピトルで2枚目のアルバムが制作されることはなかった。
1980年代に入ると、マーシャはルーツ・ミュージックのリリースを多く手がけるインディ・レーベル、ラウンダーと契約する。1983年、レーベル・デビュー作『Soulful Dress』をリリースした。ここでは、ゲストにスティーヴィー・レイ・ヴォーンが参加し、ブルース色の濃いサウンドを披露。今日のマーシャのサウンドの原点となった。
以後、マーシャはラウンダーで順調にアルバムをリリースしていく。1994年の『Blue House』ではプロフェッサー・ロングヘアの「Red Beans」で軽快なブギウギ・ピアノを披露、1997年の『Let Me Play with Your Poodle』ではランディ・ニューマンの「Louisiana 1927」を取り上げるなど、ルイジアナ、ニューオーリンズ色を一層強く押し出して行った。1990年には同じテキサスのブルース・シンガーのルー・アン・バートン、アンジェラ・ストレーリと共作名義でアルバム『Dreams Come True』をアントンズ・レーベルよりリリースしている。
1998年には、アーマ・トーマス、トレイシー・ネルソンと組み、『Sing It!』をリリースするが、これがラウンダーからの最後の作品となった。この後、マーシャはアリゲーター・レコードへ移籍。2001年、『Presumed Innocent』でレーベル・デビューを果たした。アリゲーターでは、ラウンダー時代のサウンドを継承はしているものの、よりソウル、ポップ色を打ち出しているのが特徴と言えるだろう。

## ディスコグラフィ

### ソロ・アルバム
- Circuit Queen (1978年、Capitol)
- Soulful Dress (1984年、Rounder)
- Hot Tamale Baby (1985年、Rounder)
- Gatorhythms (1989年、Rounder)
- Blue House (1994年、Rounder)
- Let Me Play With Your Poodle (1997年、Rounder)
- Presumed Innocent (2001年、Alligator)
- So Many Rivers (2003年、Alligator)
- Live at Waterloo Records (2004年、Alligator)
- Live! Down The Road (2005年、Alligator)
- JazzFest Live (2007年、MunckMusic)
- Peace, Love & BBQ (2008年、Alligator)
- Roadside Attractions (2011年、Alligator)
- The Tattooed Lady And The Alligator Man (2014年、Alligator)
- Shine Bright (2018年、Alligator)

### フリーダ・アンド・ザ・ファイアドッグス
- Live From The Old Soap Creek Saloon (1979年)
- 『フレダ・アンド・ザ・ファイアドッグス』 - Freda and the Firedogs (2002年) ※1972年録音

### 連名アルバム
- Dreams Come True (1990年、Antone's) ※with ルー・アン・バートン、アンジェラ・ストレーリ
- Sing It! (1998年、Rounder) ※with アーマ・トーマス、トレイシー・ネルソン

### 参加アルバム
- ドン・ワイズ : On the Verge of Survival (2000年)
- Various Artists : Patchwork: A Tribute to James Booker (2003年、STR Digital) ※ジェイムズ・ブッカーのトリビュート・アルバム
- ニューオーリンズ・ソシアル・クラブ : Sing Me Back Home (2006年、Burgundy/Honey Darling) ※デュエット with アーマ・トーマス。「Look Up」に参加
- Various Artists : Goin' Home: A Tribute to Fats Domino (2007年、Vanguard) ※ファッツ・ドミノのトリビュート・アルバム。デュエット with アーマ・トーマス。「I Can't Get New Orleans Off My Mind」に参加
- Dave Alvin and the Guilty Women : Dave Alvin and the Guilty Women (2009年、Yep Roc) ※with デイヴ・アルヴィン。「The Guilty Women」バンドのメンバーとして参加